# Sotzeling
Sotzeling là một xã trong vùng Grand Est, thuộc tỉnh Moselle, quận Château-Salins, tổng Château-Salins. Tọa độ địa lý của xã là 48° 51' vĩ độ bắc, 06° 38' kinh độ đông. Sotzeling nằm trên độ cao trung bình là 225 mét trên mực nước biển, có điểm thấp nhất là 220 mét và điểm cao nhất là 313 mét. Xã có diện tích 3,66 km², dân số vào thời điểm 1999 là 29 người; mật độ dân số là 7 người/km².

## Thông tin nhân khẩu
| 1962 | 1968 | 1975 | 1982 | 1990 | 1999 |
| ---- | ---- | ---- | ---- | ---- | ---- |
| 28   | 25   | 29   | 34   | 34   | 29   |